# Mohpada
Mohpada (también conocida como  Wasambe) es una ciudad censal situada en el distrito de Raigad en el estado de Maharashtra (India). Su población es de 9694 habitantes (2011). Se encuentra  a 43km de Bombay y a 92 km de Pune.

## Demografía
Según el censo de 2011 la población de Mohpada era de 9694 habitantes, de los cuales 5118 eran hombres y 4576 eran mujeres. Mohpada tiene una tasa media de alfabetización del 89,73%, superior a la media estatal del 82,34%: la alfabetización masculina es del 93,03%, y la alfabetización femenina del 86,16%.